# Archipiélago japonés
El archipiélago japonés (日本列島 Nihon Rettō?), es el término geográfico usado para referirse al conjunto de islas de gran tamaño que se extiende de norte a sur sobre la costa este de Asia entre el archipiélago de las Kuriles y el archipiélago de las Ryukyu, y abarca el noroeste del océano Pacífico, del cual se encuentra la mayor parte bajo soberanía del Japón y la menor parte bajo soberanía rusa.
Consiste en 6852 islas, que incluyen las cinco «Islas Principales» (en orden de norte a sur).
| Isla               | Superficie (km²) | Población   |
| ------------------ | ---------------- | ----------- |
| Sajalín o Karafuto | 72 490           | 673 000     |
| Hokkaidō           | 83 450           | 5 507 000   |
| Honshū             | 230 510          | 104 000 000 |
| Shikoku            | 18 800           | 4 140 000   |
| Kyūshū             | 35 640           | 13 200 000  |
| Okinawa            | 1 199            | 1 301 462   |

Históricamente el término «Islas Principales» era muy usado hasta finales de la II Guerra Mundial para definir el área de Japón en cuya soberanía y mandato constitucional del Emperador de Japón podía ser restringido, a diferencia de las colonias que poseía Japón en el este de Asia.
La isla de Sajalín pertenece desde el año 1946 a Rusia, aunque geográficamente forma parte del archipiélago japonés. La sexta isla de mayor superficie del archipiélago japonés es la Isla Sado, cuya superficie es de 855 km². El territorio de Japón abarca otros archipiélagos, entre ellos las Islas Ryūkyū.